# Beloderoides nigroapicalis
Beloderoides nigroapicalis là một loài bọ cánh cứng trong họ Cerambycidae.